# Skoki do wody na Mistrzostwach Świata w Pływaniu 2013 – trampolina 3 m synchronicznie mężczyzn
Trampolina 3 m synchronicznie mężczyzn – jedna z konkurencji rozgrywanych podczas Mistrzostw Świata w Pływaniu 2013 w ramach skoków do wody. Eliminacje odbyły się 23 lipca o 10:00, a finał rozegrany został tego samego dnia o godzinie 17:30.
Do eliminacji zgłoszonych zostało 19 par z 19 państw. Dwanaście najlepszych par awansowało do finałowej rywalizacji.
Zwycięzcą konkurencji została chińska para Qin Kai i He Chong. Drugie miejsc zajęli Rosjanie Ilja Zacharow oraz Jewgienij Kuzniecow, a trzecie Rommel Pacheco i Jahir Ocampo reprezentujący Meksyk.

## Wyniki
| Miejsce | Zawodnicy                             | Państwo           | Eliminacje | Eliminacje | Finał  | Finał   |
| Miejsce | Zawodnicy                             | Państwo           | Wynik      | Miejsce    | Wynik  | Miejsce |
| ------- | ------------------------------------- | ----------------- | ---------- | ---------- | ------ | ------- |
| 01 !    | Qin Kai He Chong                      | Chiny             | 454,32     | 1.         | 448,86 | 1.      |
| 02 !    | Ilja Zacharow Jewgienij Kuzniecow     | Rosja             | 445,32     | 2.         | 428,01 | 2.      |
| 03 !    | Rommel Pacheco Jahir Ocampo           | Meksyk            | 404,97     | 6.         | 422,79 | 3.      |
| 4.      | Patrick Hausding Stephan Feck         | Niemcy            | 427,68     | 3.         | 411,27 | 4.      |
| 5.      | Troy Dumais Michael Hixon             | Stany Zjednoczone | 406,98     | 5.         | 410,85 | 5.      |
| 6.      | Ooi Tze Liang Ahmad Amsyar Azman      | Malezja           | 382,77     | 8.         | 404,61 | 6.      |
| 7.      | Ilja Kwasza Ołeksij Pryhorow          | Ukraina           | 420,81     | 4.         | 403,65 | 7.      |
| 8.      | Nicholas Robinson-Baker Chris Mears   | Wielka Brytania   | 388,92     | 7.         | 391,53 | 8.      |
| 9.      | René Hernández Jorge Luis Pupo        | Kuba              | 366,99     | 12.        | 381,72 | 9.      |
| 10.     | Kim Yeong-nam Woo Ha-ram              | Korea Południowa  | 378,24     | 10.        | 377,34 | 10.     |
| 11.     | Stefanos Paparounas Michail Fafalis   | Grecja            | 382,77     | 8.         | 376,02 | 11.     |
| 12.     | Giovanni Tocci Andreas Billi          | Włochy            | 372,96     | 11.        | 362,88 | 12.     |
| 13.     | Alfredo Colmenarez Jesus Liranzo      | Wenezuela         | 360,03     | 13.        | NQ     | NQ      |
| 14.     | Héctor García Nicolás García          | Hiszpania         | 341,16     | 14.        | NQ     | NQ      |
| 15.     | Chow Ho Wing Jason Poon               | Hongkong          | 326,46     | 15.        | NQ     | NQ      |
| 16.     | Frandiel Gomez Argenis Alvarez        | Dominikana        | 323,46     | 16.        | NQ     | NQ      |
| 17.     | Andryan Andryan Akhmad Sukran Jamjami | Indonezja         | 313,26     | 17.        | NQ     | NQ      |
| 18.     | Ng Wai Hou Leong Kam Cheong           | Makau             | 299,70     | 18.        | NQ     | NQ      |
| 19.     | Dimitry Prosvirinin Dmitriy Sorokin   | Azerbejdżan       | 294,66     | 19.        | NQ     | NQ      |